# Mainbrücke Klingenberg
Die Mainbrücke in Klingenberg am Main bei Mainkilometer 112,780 ist die einzige innerstädtische Verbindung über den Main zwischen den Ortsteilen Klingenberg und Trennfurt. Das Bauwerk war für kurze Zeit nach seiner Inbetriebnahme die einzige Individualverkehrsbrücke über den Main zwischen Aschaffenburg und Marktheidenfeld.

## Geschichte
Die heutige Brücke ist das dritte Bauwerk, das an diesem Ort steht.

### Erste Brücke
Mit dem Bau der Bahnstrecke Aschaffenburg–Miltenberg mit Bahnhof auf dem gegenüberliegenden Ufer zum 12. November 1876 wuchs die Bedeutung einer Mainquerung für die Stadt Klingenberg.
Die erste Brücke wurde 1880 auf Kosten der Stadt, die durch Einnahmen aus dem Klingenberger Tonbergwerk zu Wohlstand gekommen war, errichtet. Die fünf Überbauten, mit Regellängen von 36 Metern waren Balkenbrücken mit seitlichen eisernen Fachwerkträgern und untenliegender, 4,4 Meter breiter Fahrbahn. Der Obergurt der Fachwerkträger war dem Verlauf der Momentenbeanspruchung folgend gekrümmt.
Das Bauwerk stellte eine Verbindung zwischen dem neuen Bahnhof und der Altstadt dar und zog, nachdem sie mit elektrischer Beleuchtung ausgestattet worden war, nachts zahlreiche Schaulustige an. Am 10. Juni 1929 stürzte ein Brückenpfeiler ein, als die Staustufe in Klingenberg errichtet wurde. Dabei kam ein Arbeiter ums Leben.
Am 26. März 1945 sprengten die vor den Alliierten zurückweichenden deutschen Truppen die Brücke.

### Zweite Brücke
Im Jahr 1949 war die zweite Brücke mit unterhalb der Fahrbahnplatte angeordneten Stahlträgern als Stahlverbundkonstruktion, bei gleichen Stützweiten, neu aufgebaut. Dabei wurde als Bauwerkssystem in Längsrichtung bei den beiden Endfeldern der Einfeldträger und bei den drei mittleren Öffnungen ein Durchlaufträger ausgeführt.
Aufgrund ihres inzwischen schlechten Zustandes war die Brücke seit 2000 nur noch für Fahrzeuge bis zu einer Gesamtmasse von 16 Tonnen befahrbar. 2006 folgte am östlichen Ufer der Neubau eines Pfeilers sowie der Umbau des Überbaus in ein Zweifeldträgersystem.
Nach dem Bau der dritten Brücke wurde ab September 2012 der alte Mainbrückenüberbau abgebrochen. Der Rückbau der Brückenpfeiler bis auf die Mainsohle folgte im Frühjahr 2013.

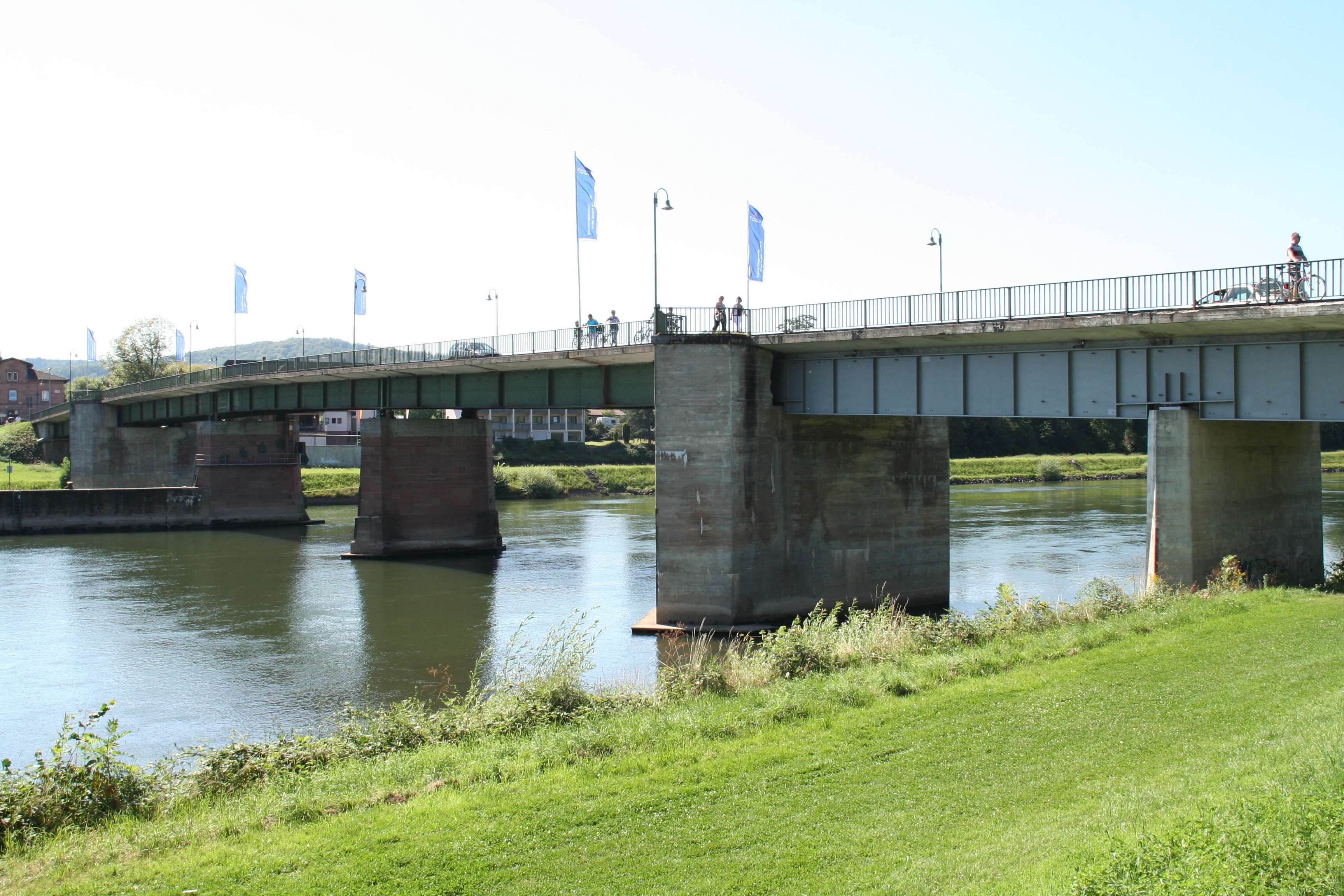
Brücke von 1949
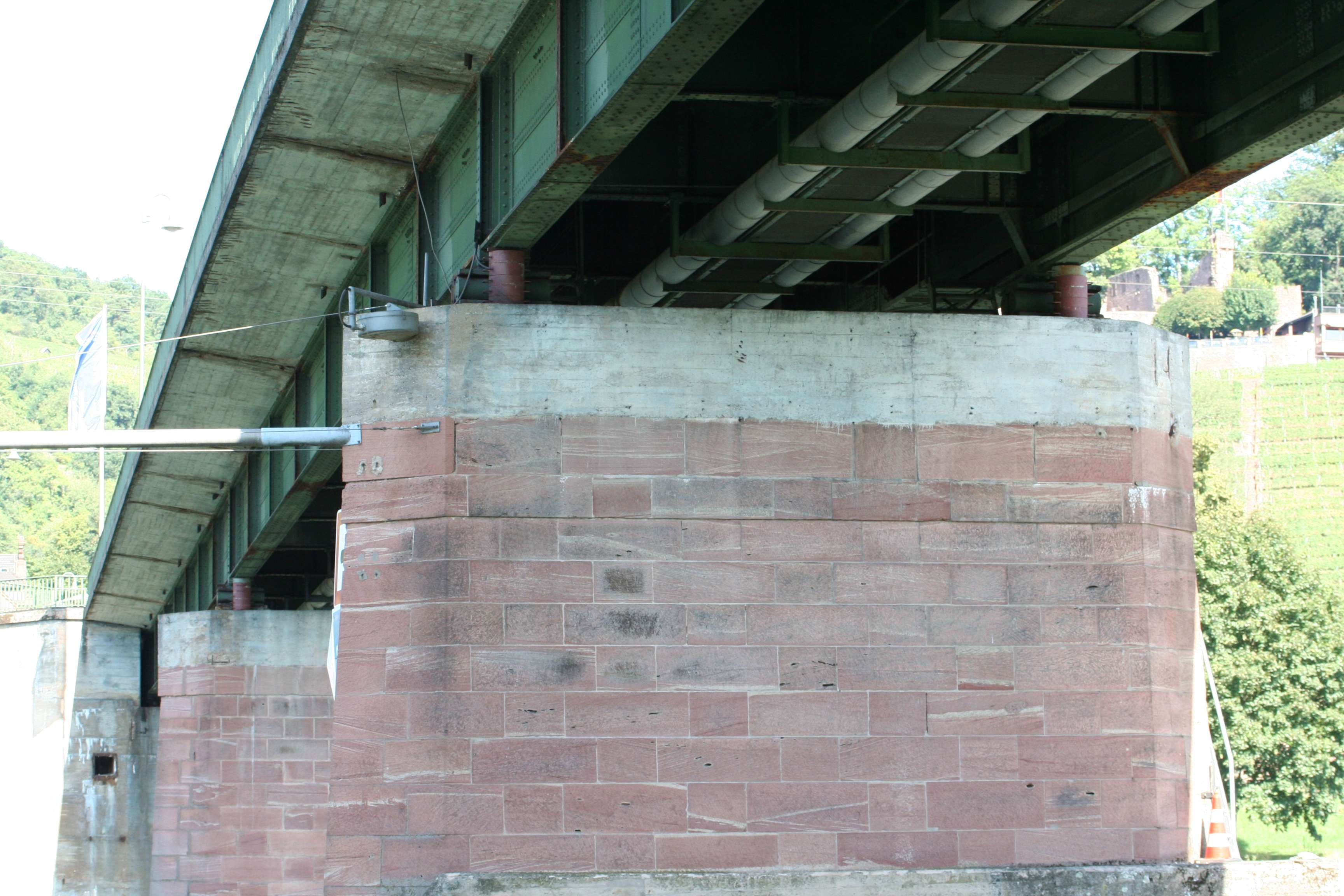
Stahlträger, Brückenuntersicht

### Dritte Brücke
Am 18. August 2008 erließ die Regierung von Unterfranken den Planfeststellungsbeschluss für einen mainaufwärts gelegenen Neubau und am 8. Oktober 2009 gab es Baurecht. Baubeginn war offiziell am 7. Juni 2010. Am 27. Juli 2012 wurde die neue Brücke dem Verkehr feierlich übergeben.
Es war eine 11,3 Millionen Euro teure Baumaßnahme, die auch die Anbindung der Staatsstraße 3259 auf beiden Seiten der neuen Brücke an das Straßennetz umfasste. Die Umsetzung erfolgte im Rahmen einer Public Private Partnership. Einen Teil der Finanzierung, den Bau und den Unterhalt für 25 Jahre übernahm das Bauunternehmen Max Bögl, der bayerische Staat bezahlt seinen vorfinanzierten Anteil in Höhe von 6,3 Millionen Euro in zehn Jahresraten, ab Fertigstellung des Bauvorhabens. 4,8 Millionen Euro trug die Wasser- und Schifffahrtsverwaltung als Veranlasser der auf einen Mittelpfeiler reduzierten Konstruktion. Den Rest die Stadt Klingenberg.
Zur Ausführung kam nach einer Variantenuntersuchung eine zweifeldrige Spannbetonhohlkastenbrücke mit Stützweiten von jeweils 91 Metern und einer Konstruktionshöhe von 4,55 Meter über dem Mittelpfeiler sowie 2,3 Meter in den Brückenfeldern. Die neue Brückenkonstruktion ermöglicht die vorgesehene Verbreiterung der Wasserstraße mit der Staustufe Klingenberg. Dadurch ist sie 2,1 Meter höher als die alte Brücke, was eine maximale Längsneigung der Fahrbahn von 5,5 Prozent bedingt. Das neue Bauwerk hat eine lichte Durchfahrtshöhe von 6,4 Meter beim höchsten schiffbaren Wasserstand. Es ist 16,7 Meter breit, 8,0 Meter für die Fahrbahn und jeweils 4,0 Meter für die von der Fahrbahn getrennten, beidseits angelegten Geh- und Radwege.
Die Herstellung der Brücke erfolgte in zwei Bauabschnitten von West nach Ost auf einem ortsfesten Traggerüst. Im ersten 120 Meter langen Abschnitt wurde der Überbau 3,2 Meter erhöht hergestellt, um den Schiffsverkehr nicht zu behindern, und nach der Fertigstellung in seine endgültige Lage abgesenkt.

Bauzustände
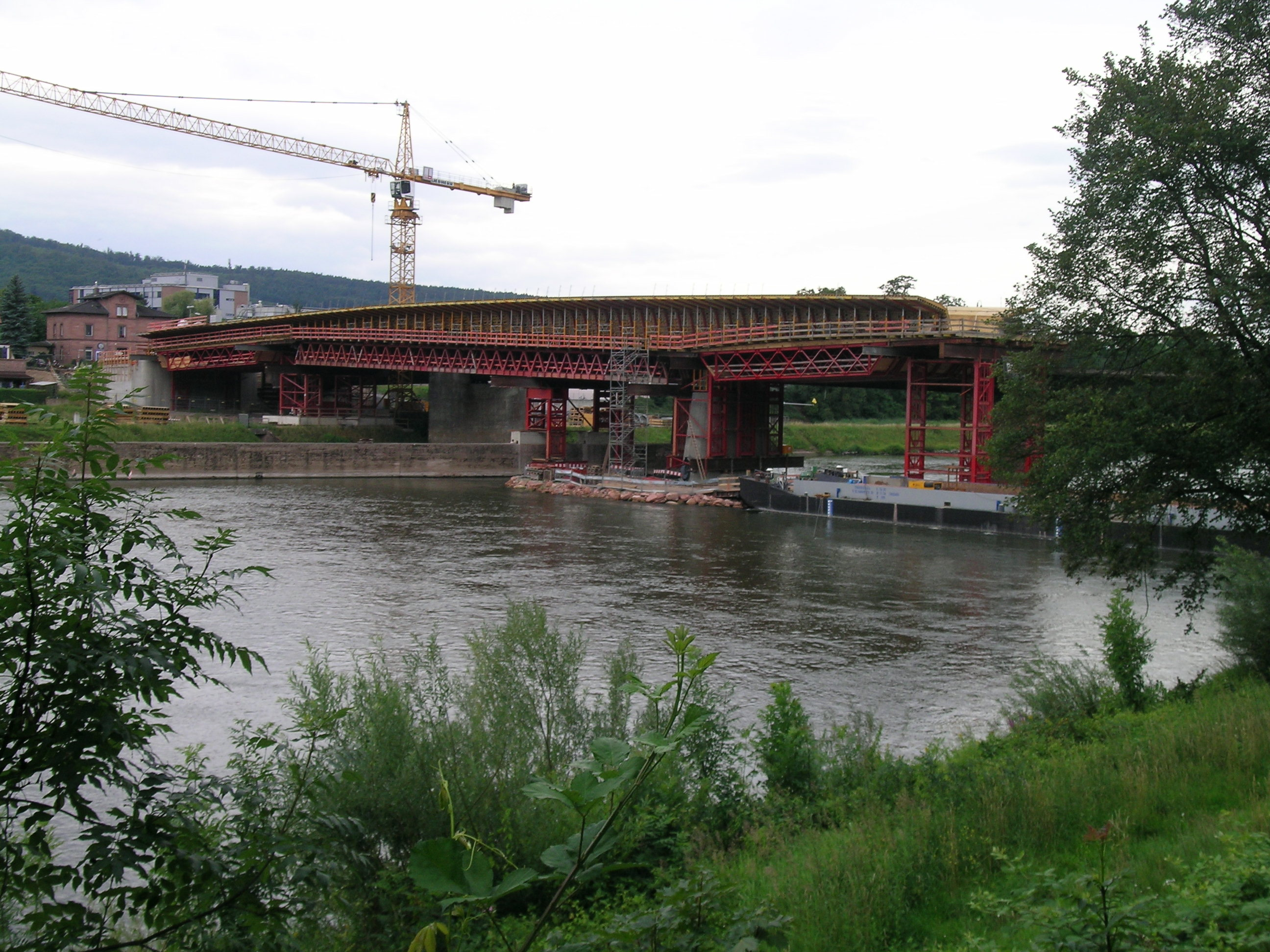
Erster Bauabschnitt auf Traggerüst, Juli 2011
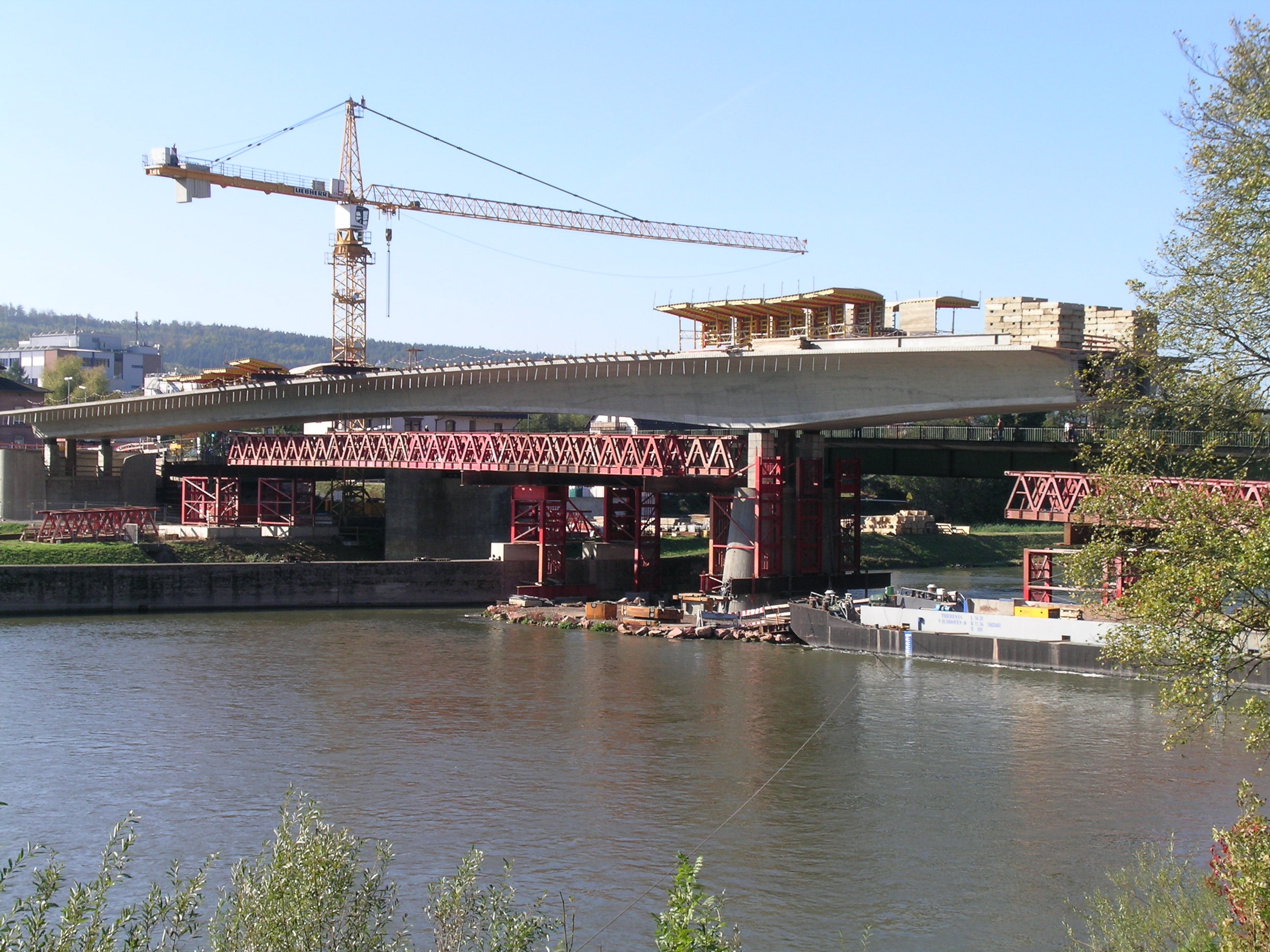
Erster Bauabschnitt mit abgesenktem Traggerüst, Oktober 2011
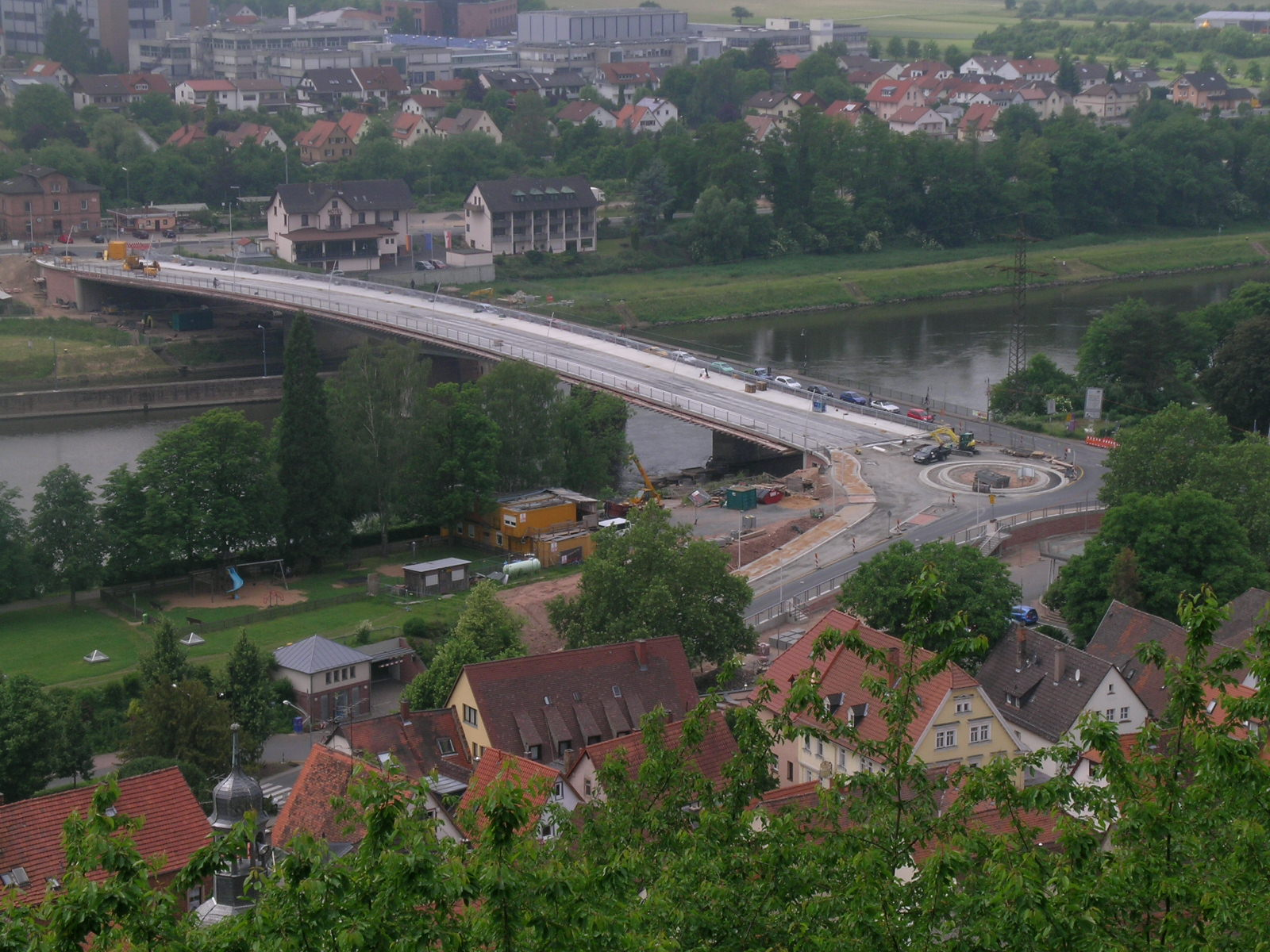
Anbindung über Kreiselzubringer, Juni 2012